# Brahmapura, Shrirangapattana
Brahmapura là một làng thuộc tehsil Shrirangapattana, huyện Mandya, bang Karnataka, Ấn Độ.